# Cố Luân Vĩnh An Trưởng Công chúa
Cố Luân Vĩnh An Trưởng Công chúa (chữ Hán: 固倫永安長公主, 1634 - 1692), Công chúa nhà Thanh, là Hoàng nữ thứ 8 Thanh Thái Tông Hoàng Thái Cực.

## Tiểu sử
Cố Luân Đoan Trinh Trưởng Công chúa nguyên danh là Phi Dương Cổ (飞扬古), sinh vào giờ Dậu, ngày 16 tháng 8 (âm lịch) năm Thiên Thông thứ 8 (1634). Bà là con gái nhỏ nhất của Hiếu Đoan Văn Hoàng hậu.
Năm Sùng Đức thứ 6 (1641), bà được hứa gả cho Ba Nhã Tư Hộ Lãng (巴雅斯呼朗), con trai cả của Trát Tát Khắc Thổ Tạ Đồ Thân vương Ba Đạt Lễ (巴达礼) thuộc Mông Cổ Khoa Nhĩ Thấm.
Năm Thuận Trị thứ 2 (1645), chính thức xuất giá.
Năm thứ 14 (1657), ngày 15 tháng 2, bà được ban cho kim sách, phong làm Cố Luân Trưởng Công chúa (固伦长公主).
Năm thứ 16 (1659), ngày 24 tháng 12, chiếu phong làm Xương Nhạc Trưởng Công chúa (昌乐长公主), nhưng sau đó đổi thành Cố Luân Vĩnh An Trưởng Công chúa (固伦永安长公主).
Năm Khang Hi thứ 31 (1692), tháng 1, bà qua đời, được truy thụy Đoan Trinh (端贞), thọ 59 tuổi.

### Danh xưng
Năm Khang Hi thứ 2 (1663), ngày 21 tháng 12 "Phí Dương Cổ đẳng vi ngoại phiên lai cống hoàng ngư, trư, lộc vĩ hành thưởng đích đề bản" ghi chép lại:  
科尔沁巴雅思胡朗额驸之温贵固伦公主贡送太皇太后鳇鱼一, 一庹三扎, 拟定赐梨二百, 枣子二金斗, 栗子一金斗及核桃一斗.

Khoa Nhĩ Thấm Ba Nhã Tư Hộ Lãng Ngạch phò chi Ôn Quý Cố Luân Công chúa cống tống Thái hoàng thái hậu ngư 1, nhất thỏa 3 trát, nghĩ định tứ lê 200, táo tử 2 kim đấu, lật tử 1 kim đấu, hạch đào 1 đấu.  
Năm thứ 14 (1675), ngày 14 tháng 2, Thánh Tổ ngự Càn Thanh môn, ban thưởng cho Vĩnh An Cố Luân Trưởng Công chúa (永安固龍長公主) cùng với đoàn người Tứ phẩm Thai Cát, Tháp Bố Nang của Khách Lạt Thấm bộ đến thỉnh an.
Kho lưu trữ lịch sử đầu tiên của Trung Quốc có lưu trữ "Khoa Nhĩ Thấm Sùng Khang Cố Luân Công chúa chi Ngạch phò hệ dĩ cố Thổ Tạ Đồ Thân vương Ba Nhã Tư Hộ Lãng", "Cố Luân Vĩnh An Công chúa hạ giá Khoa Nhĩ Thấm duyên do đan" và "Khoa Nhĩ Thấm đẳng xử Công chúa phong hào đan" của Quân cơ xứ năm Càn Long thứ 58.

## Gia quyến

### Ngạch phò
Ba Nhã Tư Hô Lãng (巴雅斯呼朗, ? - 1672) hay Ba Nhã Tư Hộ Lãng (巴雅斯护朗), Bác Nhĩ Tế Cát Đặc thị, là Quý tộc Thủ lĩnh của Mông Cổ Khoa Nhĩ Thấm bộ trong những năm đầu nhà Thanh.
Ba Nhã Tư Hô Lãng là hậu duệ của Chuyết Xích Cáp Tát Nhi, em trai của Thành Cát Tư Hãn. Tằng tổ phụ của ông là Thai cát Ông Quả Đại Hồn (翁果岱珲), tổ phụ là Áo Ba (奥巴) và cha của ông là Thổ Tạ Đồ Thân vương Ba Đạt Lễ (巴达礼). Áo Ba và Ba Đạt Lễ đều là Ngạch phò của Truân Triết Công chúa.
Năm Thuận Trị thứ 2 (1645), tháng 4, con gái thứ tám của Thái Tông gả cho cho Ba Nhã Tư Hô Lãng. Năm thứ 14, thụ phong Cố Luân Ngạch phò.
Năm Khang Hi thứ 11 (1672), tập phong Khoa Nhĩ Thấm Tả dực Trung kỳ Trát Tát Khắc Thổ Tạ Đồ Thân vương (科尔沁左翼中旗扎萨克土谢图亲王). Cùng năm thì qua đời.

### Hậu duệ
- A Lạt Thiện (阿喇善) tập phong Trát Tát Khắc Thổ Tạ Đồ Thân vương.